# La Vierge à l'Enfant entre les saints Jean-Baptiste et Catherine d'Alexandrie
La Vierge à l'Enfant entre les saints Jean-Baptiste et Catherine d'Alexandrie  (en italien : Madonna col Bambino tra i santi Giovanni Battista e Caterina d'Alessandria) est une peinture religieuse du Pérugin, datant de 1495 environ, conservée au Musée du Louvre à Paris. 

## Thème
L'œuvre illustre un thème de l'iconographie chrétienne, celui de la Vierge à l'Enfant entourée de saints, ici les Jean-Baptiste et Catherine d'Alexandrie.

## Description
La scène est construite selon un schéma simple et harmonieux qui suit les règles de la symétrie et des correspondances rythmiques suggérées par l'inclinaison des têtes.
L'œuvre est issue d'un carton utilisé pour la réalisation de diverses vierges comme celle du Kunsthistorisches Museum (Vienne) et celle du musée Städel (Francfort-sur-le-Main), avec très peu de variantes. 
Placée en avant d'un parapet sur lequel elle est assise, la Vierge absorbée dans ses pensées tient l'Enfant dans ses bras. Le regard absent et pensif de Marie est dirigé vers la gauche, à l'opposé de celui de l'Enfant en position bénissante regardant vers la droite, tous les deux évitant le regard du spectateur, contrairement à sainte Catherine, qu'on reconnaît à son nom brodé sur le liseré de son col,  placée en fond sur le côté droit du tableau vêtue d'un riche habit et tenant à la main la palme du martyre (signe de victoire). 
À gauche, saint Jean-Baptiste, également en arrière du parapet,  prie, les mains jointes, le regard baissé. 
Le visage de sainte Catherine est morphologiquement similaire à celui de la Vierge ; seuls quelques détails de la coiffure diffèrent. 
La Vierge, l'Enfant ainsi que les saints portent une fine auréole dorée.

## Analyse
La scène est inscrite selon un schéma calme et plaisant, ordonné selon les règles de la symétrie avec des correspondances rythmiques confortées par les inclinaisons des têtes.
Le visage de la Vierge est typique de la production mure de l'artiste : il représente le visage de la Vierge simple et sévère d'âge plus avancé et inspiré de celui de son épouse Chiara Fancelli, en lieu et place de l'élégante et raffinée jeune fille de ses tableaux de jeunesse, en accord avec la ligne spirituelle prêchée par Savonarole très en vogue à l'époque à Florence.